# Clint Kriewaldt
Clint Kriewaldt (født 16. marts 1976) er en tidligere amerikansk fodbold-spiller fra USA, der spillede NFL-holdene Pittsburgh Steelers og Detroit Lions. Han spillede positionen linebacker.